# Bahnhof Kasamatsu
Der Bahnhof Kasamatsu (jap. 笠松駅, Kasamatsu-eki) ist ein Bahnhof auf der japanischen Insel Honshū. Er wird von der Bahngesellschaft Meitetsu (Nagoya Tetsudō) betrieben und befindet sich in der Präfektur Gifu auf dem Gebiet der Stadt Kasamatsu südlich von Gifu.

## Verbindungen
Kasamatsu ist ein Keilbahnhof an der Meitetsu Nagoya-Hauptlinie, der wichtigsten Bahnstrecke der Gesellschaft Meitetsu, die von Toyohashi über Nagoya nach Gifu führt. Von dieser zweigt die Meitetsu Takehana-Linie nach Hashima ab.
Auf der Nagoya-Hauptlinie werden zwei Gattungen von Eilzügen im Halbstundentakt mit unterschiedlichen Streckenverläufen angeboten. Die Rapid Limited Express verbinden Meitetsu Gifu mit Meitetsu Nagoya, Chiryū und dem Bahnhof Toyohashi, die Limited Express verkehren von Meitetsu Gifu über Meitetsu Nagoya und Ōtagawa zum Flughafen Chūbu. Nahverkehrszüge mit Halt an allen Bahnhöfen fahren im Viertelstundentakt zwischen Meitetsu Gifu und Sukaguchi. Ebenfalls im Viertelstundentakt verkehren Nahverkehrszüge auf der Meitetsu Hashima-Linie. Fast alle werden im Bahnhof Egira zur Meitetsu Hashima-Linie durchgebunden und fahren weiter bis nach Shin-Hashima, wo Anschlüsse an Shinkansen-Züge bestehen. Einzelne Züge am frühen Morgen und am späten Abend fahren umsteigefrei zwischen Meitetsu Gifu und Shin-Hashima. Die Bushaltestellen auf dem südlichen Vorplatz werden von je zwei Linien der Gesellschaft Gifu Bus und der Stadt Kasamatsu bedient; hinzu kommt ein Rufbus der Nachbargemeinde Ginan.

## Anlage
Der Bahnhof steht an der Grenze zwischen den Stadtteilen Toyochō im Westen und Nishi-Kanaikechō im Osten. Ausgedehnte Wohnviertel prägen die Umgebung, etwa 200 Meter in südwestlicher Richtung befindet sich am Ufer des Kiso eine Pferderennbahn. Die ebenerdige Anlage ist von Norden nach Süden ausgerichtet und umfasst vier Gleise, von denen drei dem Abstellen von Zügen dienen. Diese liegen an einem gekrümmten Mittelbahnsteig und einem Seitenbahnsteig, die beide überdacht sind. Eine gedeckte Fußgängerbrücke stellt die Verbindung vom östlich gelegenen Seitenbahnsteig zum Empfangsgebäude her, während der Mittelbahnsteig unmittelbar an dieses angebaut ist. Das westlichste Gleis dient dem Abstellen von Zügen.
Im Fiskaljahr 2019 nutzten durchschnittlich 8726 Fahrgäste täglich den Bahnhof.

## Bilder

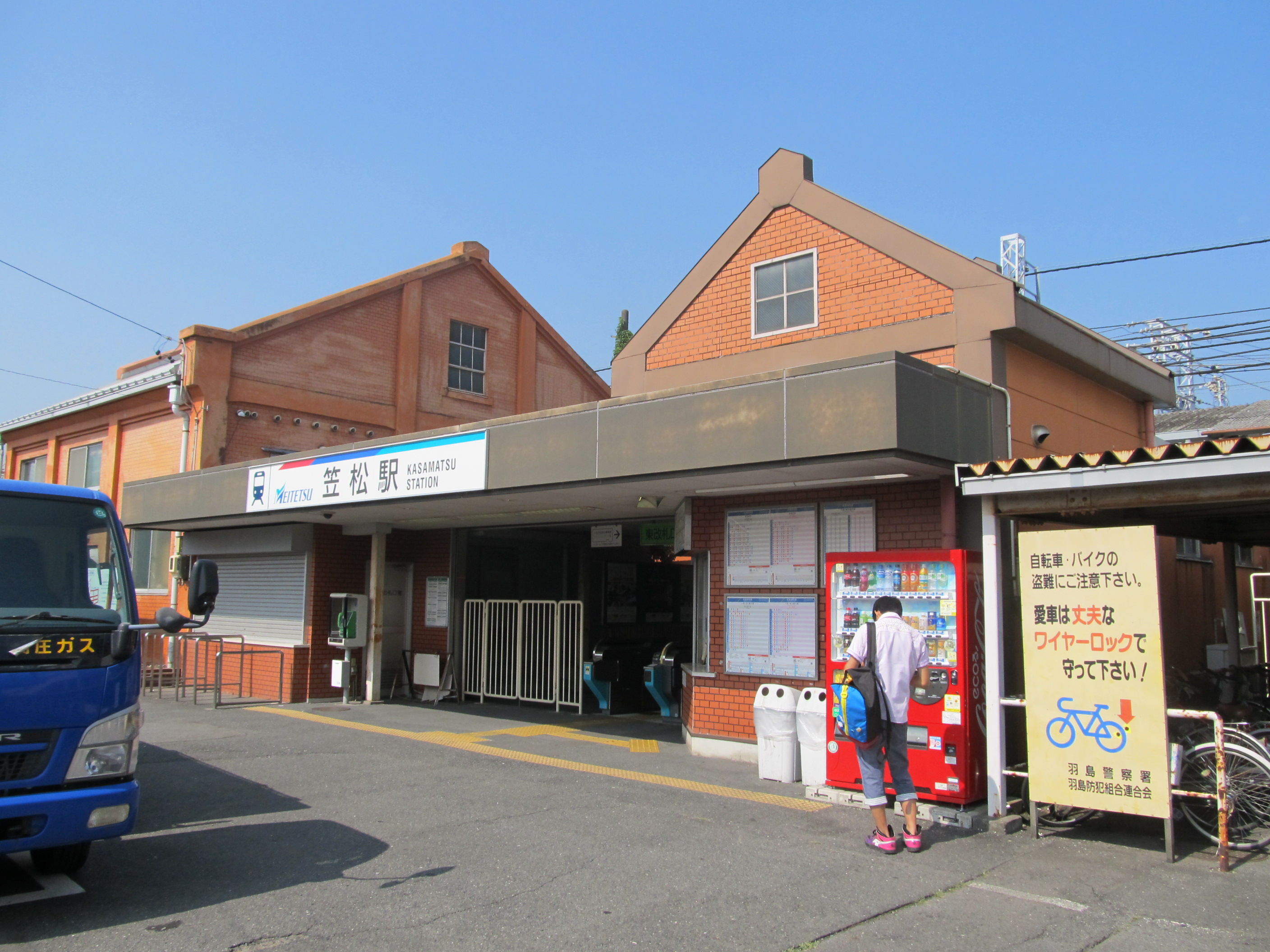
Osteingang
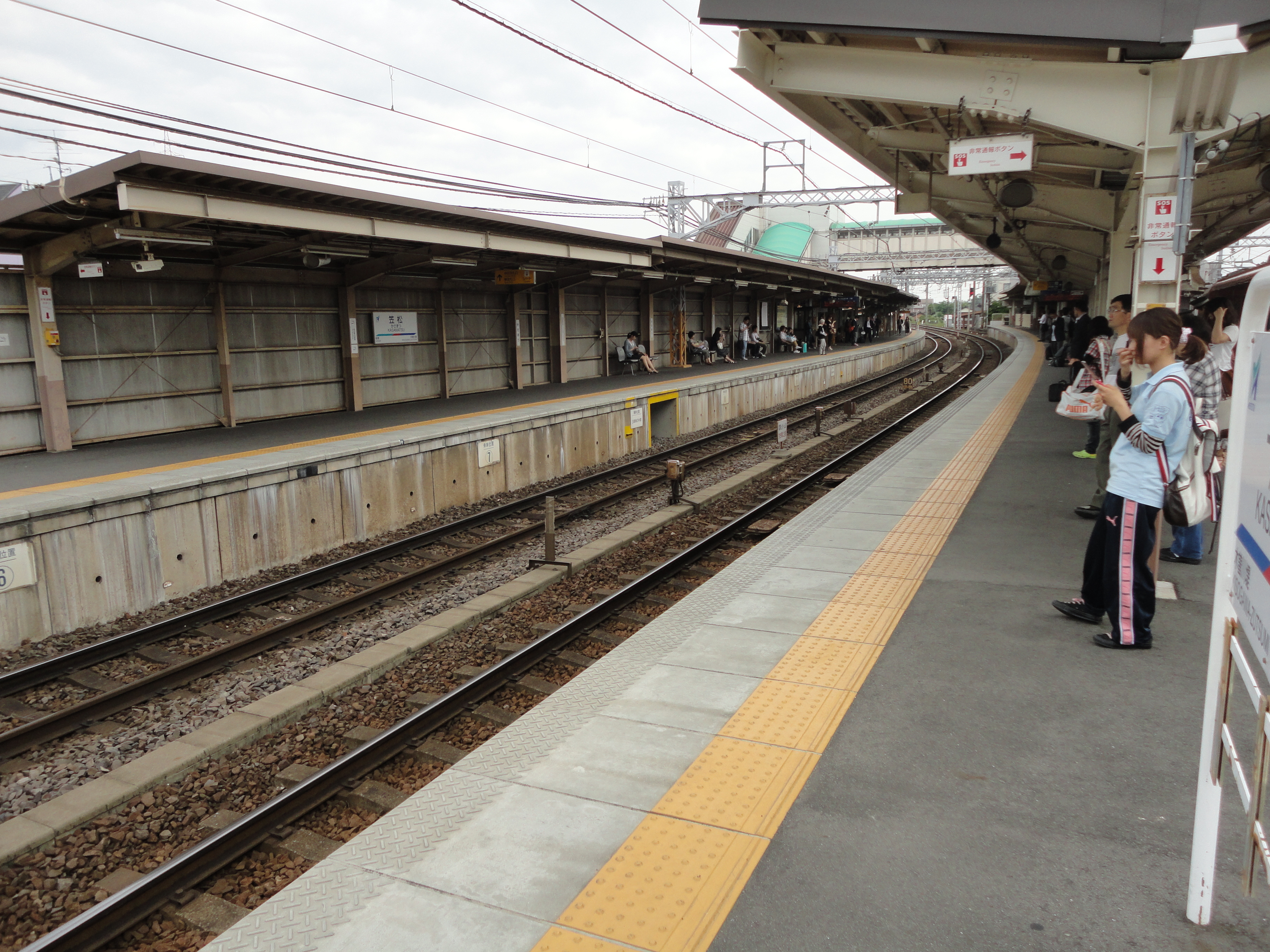
Bahnsteige
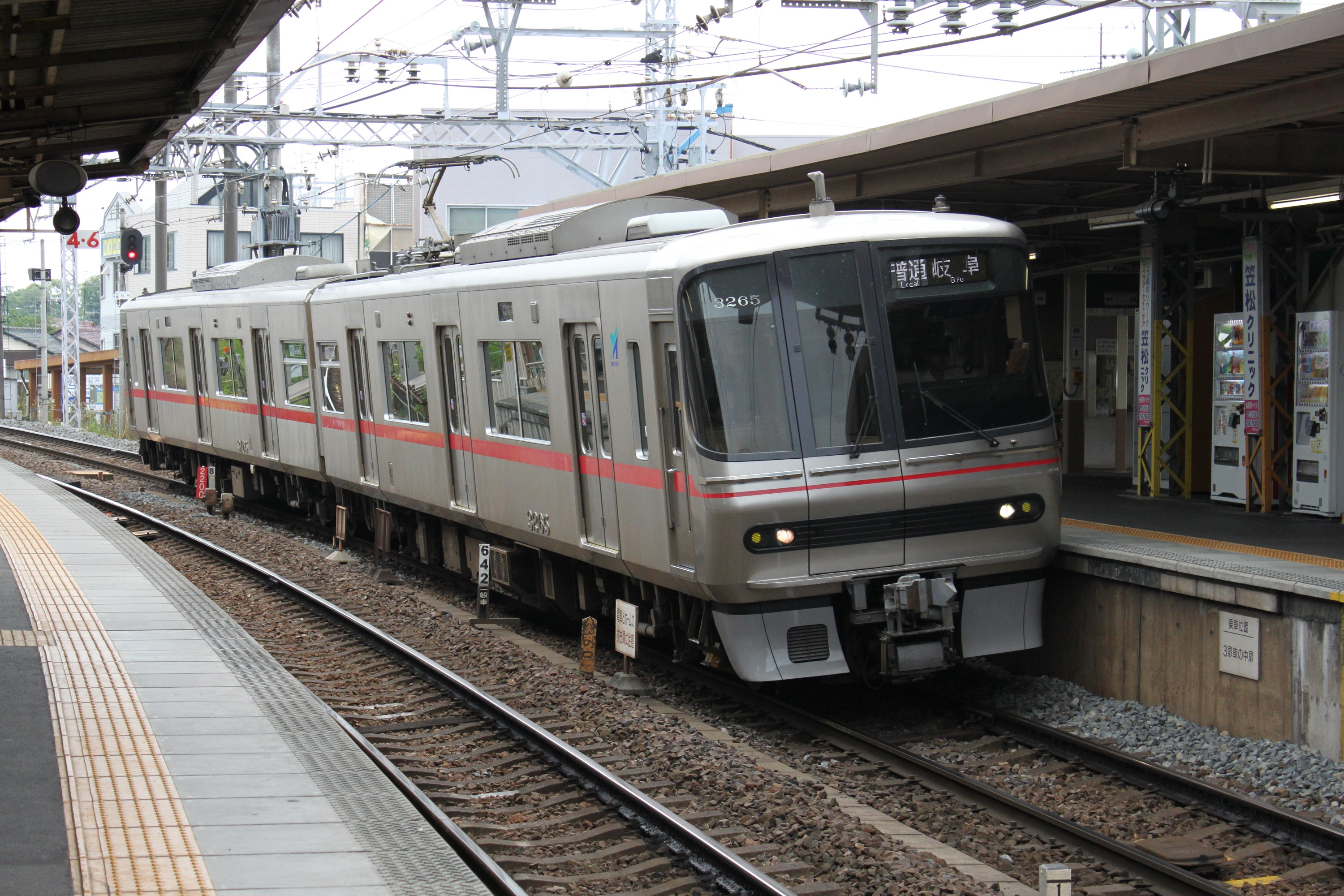
Triebzug der Baureihe 3150
Gleisplan

## Gleise
| 1   | ▉ Meitetsu Takehana-Linie    | Egira • Shin-Hashima                                                         |
| 1/2 | ▉ Meitetsu Nagoya-Hauptlinie | Meitetsu Gifu                                                                |
| 3   | ▉ Meitetsu Nagoya-Hauptlinie | Meitetsu Ichinomiya • Meitetsu Nagoya • Chiryū • Toyohashi / Flughafen Chūbu |

## Linien
| Verlauf der Meitetsu Nagoya-Hauptlinie |
| --- |
| Toyohashi • Ina • Odabuchi • Kō • Goyu • Meiden Akasaka • Meiden Nagasawa • Motojuku • Meiden Yamanaka • Fujikawa • Miai • Otogawa • Higashi-Okazaki • Okazakikōen-mae • Yahagibashi • Utō • Shin-Anjō • Ushida • Chiryū • Hitotsugi • Fujimatsu • Toyoake • Zengo • Chūkyō-keibajō-mae • Arimatsu • Sakyōyama • Narumi • Moto Hoshizaki • Moto Kasadera • Sakura • Yobitsugi • Horita • Jingū-mae • Kanayama • Sannō • Meitetsu Nagoya • Sakō • Higashi-Biwajima • Nishi-Biwajima • Futatsu-iri • Shinkawa-bashi • Sukaguchi • Marunouchi • Shin-Kiyosu • Ōsato • Okuda • • Kōnomiya • Shima-ujinaga • Myōkōji • Meitetsu Ichinomiya • Imaise • Iwato • Shin-Kisogawa • Kuroda • Kisogawa-zutsumi • Kasamatsu • Ginan • Chajo • Kanō • Meitetsu Gifu |

| Verlauf der Meitetsu Takehana-Linie / Meitetsu Hashima-Linie                                                                        |
| --- |
| Kasamatsu • Nishi-Kasamatsu • Yanaizu • Minami-Juku • Suka • Fuwa-Ishiki • Takehana • Hashima-Shiyakusho-mae • Egira • Shin-Hashima |

## Geschichte
Ab 2. Juni 1914 betrieb die Bahngesellschaft Mino Denki Kidō (美濃電気軌道, kurz Minoden) eine Überlandstraßenbahn vom Stadtzentrum Gifus nach Kasamatsu. Zwar verlief ihre Strecke exakt beim Standort des späteren Bahnhofs vorbei, die damalige Endstation befand sich aber etwas mehr als 300 Meter weiter südlich im Ortszentrum. Die Lokalbahngesellschaft Takehana Tetsudō (竹鼻鉄道) eröffnete am 25. Juni 1921 den ersten Abschnitt der Takehana-Linie, die zunächst ein nicht mit anderen Strecken verbundener Inselbetrieb war und deren nördliche Endstation vorübergehend in Nishi-Kasamatsu lag. Der Lückenschluss erfolgte am 21. September desselben Jahres; die Strecken beider Unternehmen trafen im Bahnhof Kasamatsuguchi aufeinander, etwa 150 Meter südwestlich des heutigen Bahnhofs.
1930 fusionierten die Takehana Tetsudō und die Minoden zur Meigi Tetsudō, diese wiederum ging fünf Jahre später in der Meitetsu auf. Die neue Gesellschaft strebte danach, die noch getrennten Streckennetze um Gifu und Nagoya miteinander zu verbinden. An der zukünftigen Abzweigung der Strecke zwischen beiden Städten errichtete einen neuen Bahnhof. Er ging am 29. April 1935 in Betrieb, zusammen mit dem Abschnitt Kasamatsu–Ichinomiya der später so bezeichneten Meitetsu Nagoya-Hauptlinie. Zunächst trug er den Namen Shin-Kasamatsu (新笠松), im Mai 1936 erfolgte dessen Umbenennung in Kasamatsu. Über fünf Jahrzehnte später nahm die Meitetsu eine umfassende Modernisierung vor. Das neu erbaute Empfangsgebäude war am 1. Oktober 1990 fertiggestellt. Seit dem Fahrplanwechsel vom 26. März 2011 halten in Kasamatsu auch Eilzüge auf der Meitetsu Nagoya-Hauptlinie.